# Velilla de San Antonio
Velilla de San Antonio – miasto w Hiszpanii we wspólnocie autonomicznej Madryt, 32 km od Madrytu nad rzeką Jaramą. Komunikację ze stolicą zapewniają regularnie kursujące podmiejskie linie autobusowe. Edukacja sportowa prowadzona jest przez Miejskie Szkoły Sportu, które obejmują takie dziedziny, jak piłka nożna, futsal, koszykówka, łyżwiarstwo, gimnastyka rytmiczna, jazda na rowerze, judo, karate i tenis.